# Glicina deidrogenasi (citocromo)
La glicina deidrogenasi (citocromo) è un enzima appartenente alla classe delle ossidoreduttasi, che catalizza la seguente reazione:
glicina + H2O + 2 ferricitocromo c ⇄ gliossilato + NH3 + 2 ferrocitocromo c + 2 H+